# Paullicorticium
Paullicorticium is een geslacht van schimmels behorend tot de familie Hydnaceae. De typesoort is Paullicorticium pearsonii.

## Soorten
Volgens Index Fungorum telt het geslacht zeven soorten (peildatum maart 2023):
| Soortnaam                      | Auteur(s)             | Publicatiejaar |
| ------------------------------ | --------------------- | -------------- |
| Paullicorticium allantosporum  | J. Erikss.            | 1958           |
| Paullicorticium ansatum        | Liberta               | 1962           |
| Paullicorticium crassiusculum  | Hjortstam             | 2007           |
| Paullicorticium delicatissimum | (H.S. Jacks.) Liberta | 1962           |
| Paullicorticium globosum       | Oberw.                | 1966           |
| Paullicorticium indicum        | Dhingra               | 2019           |
| Paullicorticium pearsonii      | (Bourdot) J. Erikss.  | 1958           |